# Pullman, Washington
Pullman är den största staden i Whitman County, nordöstra Washington i Palouseregionen. 2010 var befolkningsantalet 29 799 och uppskattades nå 31 682. Stadens ursprungliga namn var Three Forks innan den bytte namn efter industrialisten George Pullman.

### Fotnoter
1. ↑  ”American FactFinder”. United States Census Bureau. http://factfinder2.census.gov/faces/nav/jsf/pages/index.xhtml. Läst 19 december 2012.
2. ↑  ”American FactFinder”. http://factfinder2.census.gov/faces/tableservices/jsf/pages/productview.xhtml?src=bkmk.